# Hondurasi labdarúgó-szövetség
A hondurasi labdarúgó-szövetség (spanyolul: Federación Nacional Autónoma de Fútbol de Honduras, FENAFUTH) Honduras nemzeti labdarúgó-szövetsége. Az 1935-ben alapított szövetség szervezi a hondurasi labdarúgó-bajnokságot, valamint a hondurasi labdarúgókupát, illetve működteti a hondurasi labdarúgó-válogatottat és a hondurasi női labdarúgó-válogatottat.

## Történelme
1951-ben alapították. A Nemzetközi Labdarúgó-szövetségnek 1951-től tagja. 1961-től az Észak- és Közép-amerikai, Karibi Labdarúgó-szövetségek Konföderációja (CONCACAF) tagja. Fő feladata a nemzetközi kapcsolatokon kívül, a  Hondurasi labdarúgó-válogatott férfi és női ágának, a korosztályos válogatottak illetve a nemzeti bajnokság szervezése, irányítása. A működést biztosító bizottságai közül a Játékvezető Bizottság felelős a játékvezetők utánpótlásáért, elméleti (teszt) és cooper (fizikai) képzéséért.